# Gil Scott-Heron

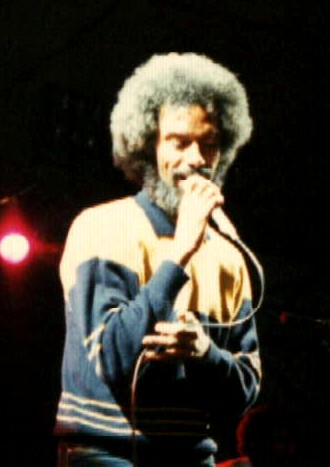
Scott-Heron în 1986

Gilbert „Gil” Scott-Heron (n. 1 aprilie 1949 – d. 27 mai 2011) a fost un cântăreț american de muzică soul și poet de jazz, muzician și autor, cunoscut pentru poemele rostite prin cântec în anii '70 și '80, prin care aborda problemele sociale și politice ale vremii. Se considera un „bluesologist”, definindu-se drept „un om de știință care se ocupa de găsirea originilor blues-ului”. Piesele sale, printre care Pieces of a Man, Winter in America, Home Is Where The Hatred Is și The Revolution Will Not Be Televised au influențat genuri precum hip hop și neo soul.
În 2012 i s-a acordat post-mortem Premiul Grammy pentru întreaga carieră.

## Discografie

### Albume de studio
| An   | Album                               | Casă de discuri             |
| ---- | ----------------------------------- | --------------------------- |
| 1970 | Small Talk at 125th and Lenox       | Flying Dutchman Records     |
| 1971 | Pieces of a Man                     | Flying Dutchman Records     |
| 1972 | Free Will                           | Flying Dutchman Records     |
| 1974 | Winter in America                   | Strata-East Records         |
| 1975 | The First Minute of a New Day       | Arista Records              |
| 1976 | From South Africa to South Carolina | Arista Records              |
| 1976 | It's Your World                     | Arista Records              |
| 1977 | Bridges                             | Arista Records              |
| 1978 | Secrets                             | Arista Records              |
| 1980 | 1980                                | Arista Records              |
| 1980 | Real Eyes                           | Arista Records              |
| 1981 | Reflections                         | Arista Records              |
| 1982 | Moving Target                       | Arista Records              |
| 1994 | Spirits                             | TVT Records                 |
| 2010 | I'm New Here                        | XL Recordings               |
| 2011 | We're New Here                      | XL Recordings / Young Turks |
| 2014 | Nothing New                         | XL Recordings               |